# Бугор, Василий Ермолаевич
Васи́лий Ермола́евич Буго́р (около 1600 — 1668, устье Анадыря) — русский землепроходец, енисейский казачий десятник; под началом Енисейского воеводы открывал новые земли в Восточной Сибири и на Дальнем Востоке.

## Биография
В начале лета 1628 года с отрядом из десяти казаков отправился из Енисейска к реке Лене. Пройдя по Ангаре, дошёл до реки Илим, откуда поднялся вверх по её правому притоку Игирме. Из верховий Игирмы перешёл волоком в реку Куту, по которой спустился в Лену. Зимовал в устье реки Чары, собирая ясак.
В следующем, 1629 году, на обратном пути оставил в устье реки Киренги четырёх человек, которые заложили Никольский погост, впоследствии ставший городом Киренском. Ещё двоих человек оставил в зимовье при устье реки Куты.
С оставшимися людьми вернулся в Енисейск. В 1630 году по маршруту его экспедиции был отправлен атаман Иван Галкин с отрядом из 30 человек, заложивший ряд острогов. В апреле 1632 года Бугор с отрядом в 14 человек вновь был отправлен на реку Лену в помощь сотнику Петру Бекетову. В течение года участвовал в многочисленных стычках и сражениях с якутами.
В 1645 году переведён в Якутск. В 1646 году по приказу якутского воеводы Василия Пушкина возглавил отряд «новоприборных охочих промышленных и гулящих людей», которые с Ленского волока прошли в верховья Лены для приведения к присяге русскому царю непокорных бурят. В 1646 году участвовал в восстании в Якутске против злоупотреблений со стороны воеводы Пушкина. В 1647 году с группой казаков и промышленных людей ушёл из Якутска вниз по Лене и далее на реку Яну, затем на нартах по волоку на реку Индигирку. В 1648 году собрал ясак с янских юкагиров. В 1649 году одним из первых ходил на реку Колыму, пытался объясачить чукчей. Тогда же предпринял неудачную попытку вслед за Дежнёвым пройти по морю на реку Анадырь. В 1650 году на Колыме встретился с отрядом десятника Михаила Стадухина, с которым отправился на Анадырь сухим путём.
Погиб в 1668 году, когда его судно разбилось о камни в устье реки Анадырь.